# Matsés (peuple)
Les Matsés sont un peuple autochtone vivant dans l'Amazonie péruvienne et brésilienne.

## Distribution géographique et démographie
Les Matsés vivent sur les rives de la rivière Javari, frontière naturelle entre le Pérou et le Brésil,,,. On dénombre environ 2200 Matsés,.

## Histoire
Les Matsés sont entrés en contact permanent avec le monde extérieur en 1969,.

## Culture

### Langue
Les Matsés parlent le matses (ou mayoruna), une langue panoane,,.

### Médecine
Les Matsés créent en 2015 une encyclopédie chamanique de médecine traditionnelle consacrée aux plantes médicinales de la forêt,,.

### Alimentation
Les Matsés parmi les derniers chasseurs-cueilleurs du monde. Ils chassent encore le singe, le paresseux, l'alligator et d'autres gibiers, tout en cueillant des tubercules sauvages dans la forêt et en pêchant dans les rivières,,.